# Bruno Casanova
Bruno Casanova (Cervia, 1 juni 1964) is een Italiaans motorcoureur.
Casanova maakte in 1984 zijn debuut in het wereldkampioenschap wegrace in de 80cc-klasse op een Casal en reed in Italië en San Marino. In 1985 won hij de 80cc-klasse in het Italiaans kampioenschap wegrace alvorens hij in 1986 de overstap maakte naar de 250cc-klasse van het wereldkampioenschap op een Honda, opnieuw tijdens de Grand Prix van San Marino. In 1987 stapte hij over naar de 125cc-klasse op een Garelli. Dat jaar stond hij op het podium in Duitsland, Italië, Oostenrijk, Nederland, Frankrijk, Zweden en Tsjecho-Slowakije en ondanks dat hij geen races won, werd hij met deze consistentie achter de dominerende Fausto Gresini tweede in het kampioenschap. Hierop stapte hij in 1988 over naar de 250cc op een Aprilia, maar in 1989 keerde hij terug naar de 125cc. In 1990 stapte hij hierin over naar een Honda en eindigde op het podium in Joegoslavië, Nederland, België, Hongarije en Australië, maar door veel uitvalbeurten werd hij slechts achtste in het kampioenschap. Na een teleurstellend 1991 keerde hij in 1992 terug naar een Aprilia en behaalde na podiumplaatsen in Japan, Australië en Maleisië zijn enige Grand Prix-overwinning in Duitsland, waardoor hij vijfde werd in het kampioenschap. In 1993 wist hij dit succes niet voort te zetten en in 1994 brak hij zijn been tijdens de trainingen van de TT van Assen, waardoor het seizoen voor hem voorbij was. Na deze beenbreuk keerde hij niet meer terug in de racerij.